# György Ekrem-Kemál
 (mars 2019).
Si vous disposez d'ouvrages ou d'articles de référence ou si vous connaissez des sites web de qualité traitant du thème abordé ici, merci de compléter l'article en donnant les références utiles à sa vérifiabilité et en les liant à la section « Notes et références ».
György Ekrem-Kemál (1945-12 juin 2009) est une personnalité politique hongroise d'extrême droite, chef de l'organisation « Les persécutés du communisme », ancien chef d'un mouvement hongrois et nostalgique des Croix fléchées, le parti fasciste des années 1930-1940. C'était un néo-nazi connu pour ses idées antisémites et pour avoir planifié des tentatives de coup d'État. Il a été plusieurs fois condamné à de la prison.